# Emil Bered
Emil Achutti Bered (Santa Maria, 31 de maio de 1926 — Porto Alegre, 1 de julho de 2024) foi um arquiteto e professor brasileiro, um dos pioneiros e principais representantes da arquitetura moderna no estado do Rio Grande do Sul.

## Biografia
Filho de imigrantes libaneses e italianos, nasceu em Santa Maria e em 1946 mudou-se para Porto Alegre, ingressando na primeira turma de arquitetos da Universidade Federal do Rio Grande do Sul. Durante sua graduação foi aluno de mestres como Ernani Correa, Edgar Graeff, Joseph Lutzenberger, Fernando Corona e Demétrio Ribeiro. Formado em 1949, passou imediatamente ao trabalho abrindo um escritório de arquitetura, e em pouco tempo começou a se destacar.
Na universidade lecionaria por 34 anos, aposentando-se como catedrático em fevereiro de 1983, mas manteve seu escritório até o início do século XXI. Presidiu a seção regional do Instituto de Arquitetos do Brasil de 1955 a 1956, e reeleito, representou a seccional junto à Assembleia Nacional do IAB de 1958 a 1959. Em 1969 foi eleito suplente do Conselho Fiscal do Sindicato dos Arquitetos do estado. Foi o 4º afiliado ao Conselho de Arquitetura e Urbanismo do Rio Grande do Sul.

## Obra

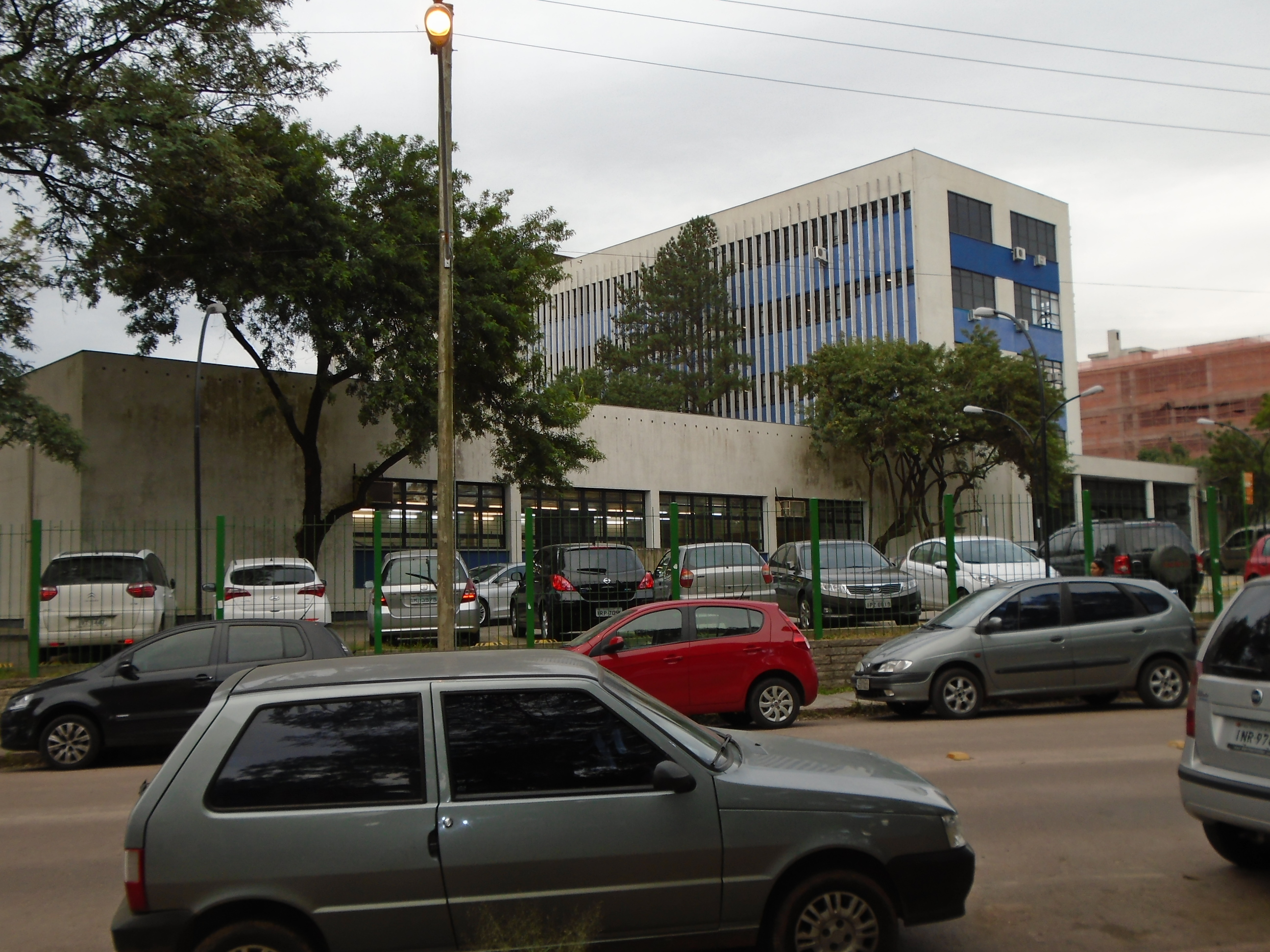
Faculdade de Odontologia

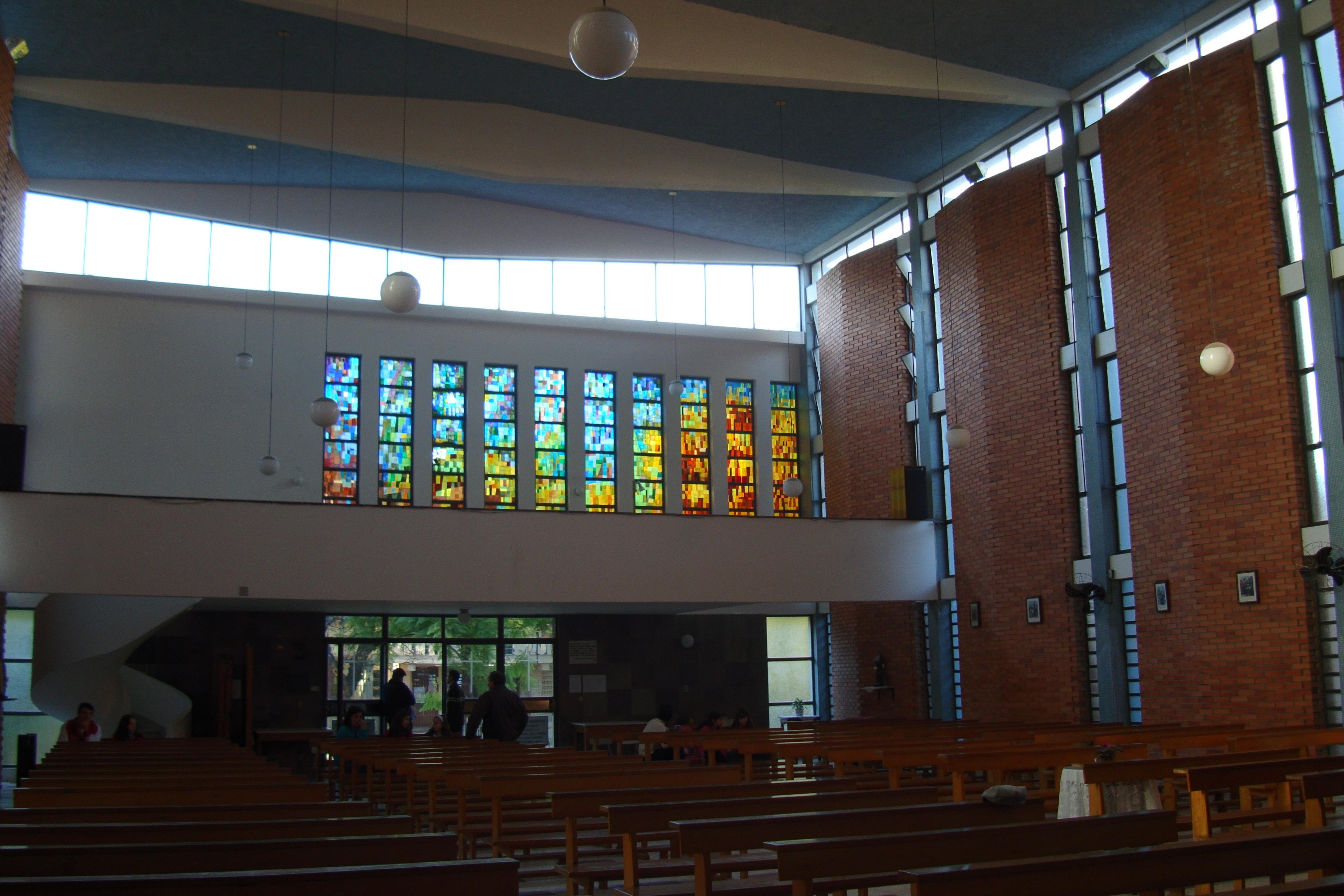
Interior da Igreja Nossa Senhora do Líbano

Sua carreira iniciou em um período de intensa atividade edilícia na cidade de Porto Alegre, favorecido por um crescimento econômico, pela redemocratização pós-Estado Novo, permitindo um intercâmbio mais intenso de informação com outros centros, e por uma profunda mudança nos conceitos sobre urbanismo e habitabilidade. Foi também o período em que a estética modernista ganhava crescente penetração no tradicionalista ambiente cultural rio-grandense, influenciando artistas, arquitetos e decoradores.
O resultado deste processo no campo da arquitetura foi uma ampla renovação da paisagem urbana, contando com a destacada atuação de Bered e um pequeno grupo de outros arquitetos, como Salomão Kruchin, Remo José Irace e Roberto Félix Veronese, todos colegas de Bered na Faculdade de Arquitetura, e segundo Laghi & Souto, todos "de grande importância no contexto histórico moderno do Brasil". Esta fase inicial foi fortemente influenciada pelo trabalho de Le Corbusier e da Escola Carioca, embora outras referências também tenham sido incorporadas.
Bered desenvolveu mais de 300 projetos em sua carreira, muitos considerados icônicos e referenciais, como os edifícios Redenção, Tannhauser e Rio Grande do Sul, as sedes do Instituto de Previdência dos Servidores do Estado, do Tribunal Regional do Trabalho, da Companhia Riograndense de Telecomunicações e da Faculdade de Odontologia da UFRGS, todos em Porto Alegre. Também projetou a Vila Nova Restinga, hoje um dos bairros mais populosos da cidade. Assinou muitos projetos em parceria com Salomão Kruchin ou Roberto Veronese.
Segundo Silvio de Abreu Filho et alii, "a trajetória profissional de Emil Achutti Bered cobre quase toda a segunda metade do século XX, em contribuição de reconhecida relevância para a introdução, difusão e consolidação da arquitetura moderna no estado. Além da extensa e qualificada produção projetual, [...] Bered teve atuação destacada no ensino e gestão acadêmica na nova Faculdade de Arquitetura e significativa participação nos órgãos profissionais e de classe".

## Distinções
Foi contemplado com a Medalha de Prata no I Salão de Arquitetura do Rio Grande do Sul, em 1960, pelo projeto da Faculdade de Odontologia. Em 2001 foi eleito Arquiteto do Ano pelo Sindicato dos Arquitetos no Estado do Rio Grande do Sul. Em 2013 recebeu homenagem do Conselho de Arquitetura e Urbanismo, e em 2016 recebeu do mesmo órgão uma placa comemorativa. Em 2023 recebeu da Assembleia Legislativa a Medalha da 56ª Legislatura, reconhecendo sua distinguida trajetória.
Oito edifícios que projetou foram incluídos pela Prefeitura no Inventário da Arquitetura Moderna em Porto Alegre: edifícios Tannhauser, Linck, Cristofel, Redenção, Porto Alegre, Faial, Rio Grande do Sul e a sede da CRT. Foi biografado por Sergio Marques, César Vieira e Eneida Ströher no livro Emil Bered Arquiteto, lançado em novembro de 2022. Sua produção é estudada em diversas publicações acadêmicas.